# すべての人は死ななければならない

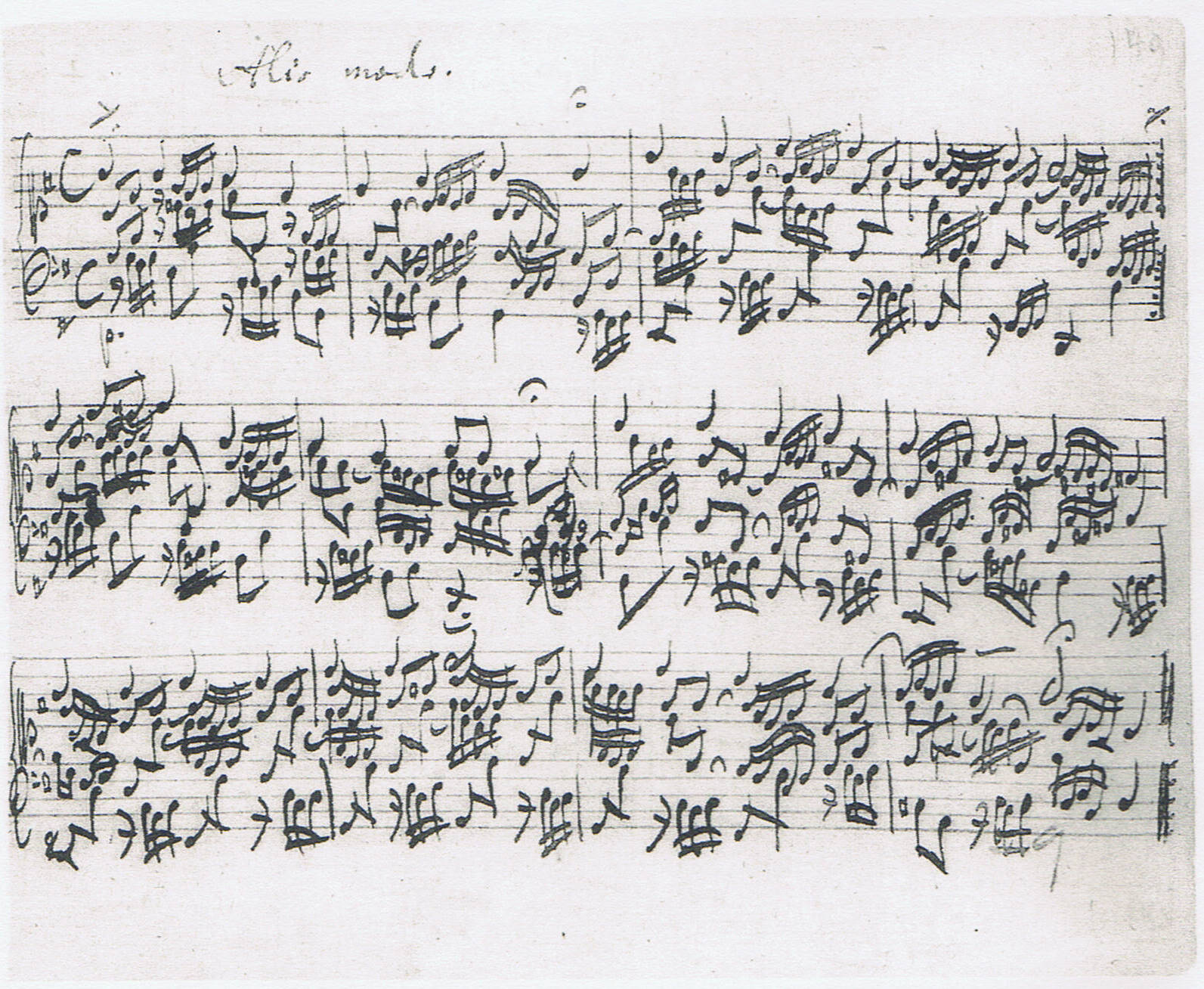
コラール前奏曲 BWV643 自筆譜

すべての人は死ななければならない（すべてのひとはしななければならない、Alle Menschen müßen sterben）は、ヨハン・ゼバスティアン・バッハの4声コラール集のコラール。BWV262番。バッハの教会カンタータBWV162ああ、いまわれ婚宴に行かんとしてに組み込まれている。また同名のコラール前奏曲BWV643がある。旋律J.ヒンツェ、両外声ヨハン・パッヘルベル。

## 歌詞
J.ローゼンミュラーあるいはJ.G.アルビー。
1.

Alle Menschen müßen sterben, すべての人は死ななければならない、

Alles Fleisch vergeht wie Heu;すべての肉は草のように去り、

Was da lebet, muß verderben,いのちは朽ちる、

Soll es anders werden neu.しかし、新しくされる。

Dieser Leib, der muß verwesen,肉体は朽ちて、

Wenn er anders soll genesen　再び復活のからだが、

Zu der großen Herrlichkeit,栄光の日に与えられる、

Die den Frommen ist bereit. 義人には。

7.

Ach, ich habe schon erblicket　おお私は見た

Diese große Herrlichkeit!　大いなる栄光！

Jetzund werd' ich schön geschmücket　私はいまかざる

Mit dem weißen Himmelskleid　天の白い服と

Und der goldnen Ehrenkrone,　金の冠でもって、

Stehe da vor Gottes Throne,　私は神の御座の御前に立ち、

Schaue solche Fruede an,　歓喜を持ってあおぎみる

Die kein Ende nehmen kann. このときは永遠に終わりがない。